# European Chemical Society
European Chemical Society (EuChemS) ist eine gemeinnützige Organisation, die 1970 gegründet wurde.

## Zweck
Erklärtes Ziel der EuChemS ist es, Kooperationen zwischen gemeinnützigen, wissenschaftlichen und technischen Gesellschaften im Bereich der Chemie und Molekularwissenschaften zu unterstützen und zu fördern. Der Organisation gehören über 50 Mitgliedschaftsverbände (unter andern die Bunsen-Gesellschaft, die Gesellschaft Deutscher Chemiker, die Gesellschaft Österreichischer Chemiker, die Royal Society of Chemistry, die Schweizerische Chemische Gesellschaft) an, in denen mehr als 150.000 Chemiker aus Akademie, Wirtschaft und der Regierung aus 35 europäischen Ländern vertreten sind. EuChemS übernimmt die Rolle und Verantwortung des Bundes der Europäischen Chemischen Gesellschaften und professionellen Einrichtungen.
EuChemS ist eine assoziierte Organisation der IUPAC.

## Umbenennung

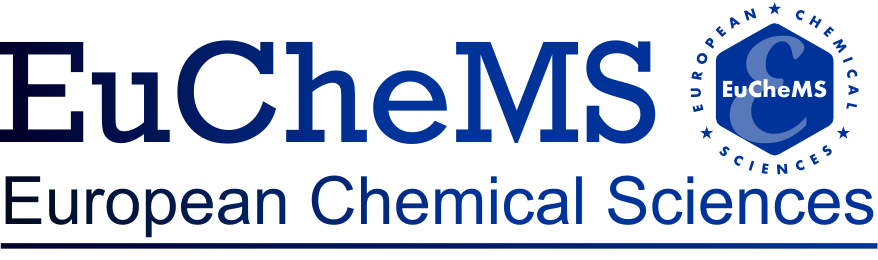
Altes EucheMS-Logo mit Text, verwendet bis August 2018

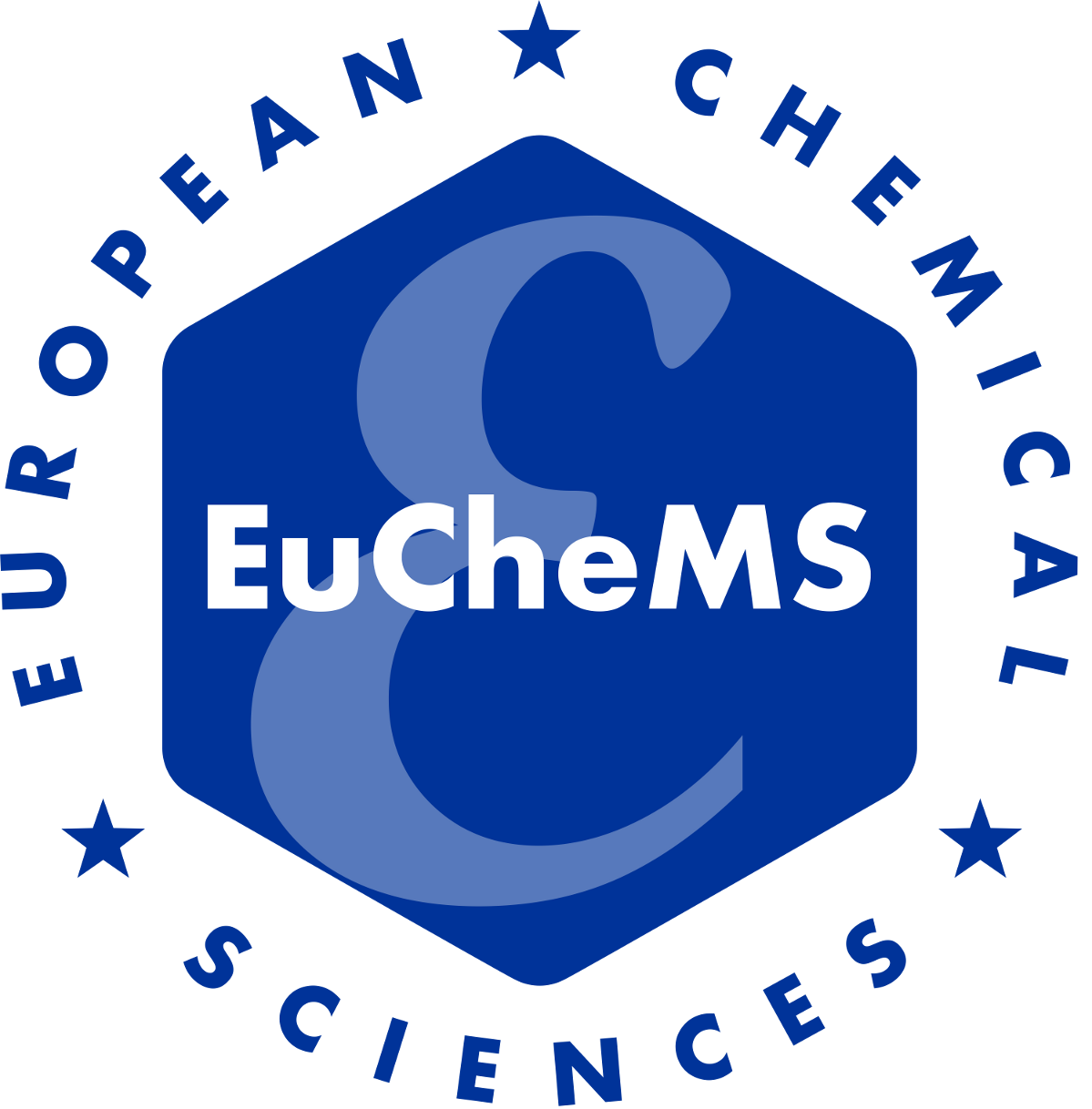
Altes EucheMS-Logo, quadratisch, verwendet bis August 2018

Die Gesellschaft hat sich am 26. August 2018 von European Association for Chemical and Molecular Sciences (kurz EuCheMS) in „European Chemical Society“ (kurz EuChemS) umbenannt. Offiziell wurde das auf dem 7th EuCheMS Chemistry Congress in Liverpool verkündet, doch Website und Social-Media-Auftritte wurden bereits zuvor vollständig umgestellt. Im Zuge dessen wurde auch das Logo angepasst.

## European Chemistry Congress
Seit 2006 werden im 2-Jahres-Rhythmus auf europäischer Ebene Chemie-Kongresse in wechselnden Ländern veranstaltet. EuChemS-Kongresse:
- 2006 Budapest, vom 27. bis 31. August mit 248 Teilnehmern aus 57 Ländern
- 2008 Turin, vom 16. bis 20. September mit 2100 Teilnehmern
- 2010 Nürnberg, vom 29. August bis 2. September, ausgerichtet von der Gesellschaft Deutscher Chemiker
- 2012 Prag, vom 26. bis 30. August[2]
- 2014 Istanbul, vom 31. August bis 4. September[3]
- 2016 Sevilla, vom 11. bis 15. September[4]
- 2018 Liverpool, vom 26. bis 30. August[5]

## Preise
Alle zwei Jahre ehrt die EuChemS einen Wissenschaftler für sein wissenschaftliches Lebenswerk auf europäischer Ebene mit dem Ehrenpreis „Career Award“. Im Jahr 2015 erhielt der Chemiker Karlheinz Ballschmiter die hohe Auszeichnung.
Sie vergeben alle zwei Jahre eine Goldmedaille, die zuerst 2018 Ben Feringa erhielt. Es gibt Nachwuchspreise,  einen Award for Service und einen European Sustainable Chemistry Award.